# Bad Moon Rising (band)
Bad Moon Rising was een Amerikaanse rockband die in Japan de status van superster kreeg met een reeks hardrockalbums onder leiding van de in Schotland geboren zanger Kal Swan (echte naam Norman Swan) en gitarist Doug Aldrich. Zowel Kal Swan als Doug waren ex-Lion-leden, terwijl het ritmeteam van bassist Ian Mayo en drummer Jackie Ramos in zowel Hericane Alice als in Bangalore Choir had gespeeld. Voorafgaand aan zijn verhuizing van het Verenigd Koninkrijk  naar Los Angeles was Swan frontman van de NWOBHM heavy metalband Tytan.

## Bezetting
- Doug Aldrich (gitaar)
- Ian Mayo (basgitaar)
- Jackie Ramos (drums)
- Kal Swan (zang)

## Geschiedenis
Het debuutalbum, geproduceerd door Mack, ziet sterren als UFO gitarist Michael Schenker en Robin McAuley, samen met bassist Chuck Wright van Quiet Riot, Rocky Newton van de Michael Schenker Group en Fifth Angel en Alice Cooper drummer Ken Mary. Zowel Wright als Mary zijn natuurlijk voormalige cohorten van House of Lords. Bad Moon Rising maakte in juni 1991 een uitgebreide tournee door Japan en werd gekozen door lezers van de invloedrijke Burrn! magazine als ‘Brightest new hope’ voor het volgende jaar. Het album Blood uit 1993 bevat nogmaals de gastritmesectie van Wright en Mary, maar Ramos en Mayo verschijnen in het boekje en worden vermeld als volwaardige leden. Het album werd in maart uitgebracht in Japan met de ep Blood On The Streets, die de opvolgende maand werd uitgegeven. Bad Moon Rising keerde in oktober terug naar Japan voor een nieuwe reeks datums en gaf een saluut naar hun invloeden door Movin' On van Bad Company, Cowboy Song van Thin Lizzy en Highway Star van Deep Purple op te nemen in hun liveoptreden.
Doug Aldrich sloeg in 1994 de vleugels uit. Het voornamelijk instrumentale album Highcentered kwam uit. Dat was de status van de band in Japan, de gitarist bracht een aantal optredens om deze solo-poging te vullen.
De Franse versie van Opium For The Masses werd compleet geleverd met een gratis vier-nummerige ep met eerder onuitgegeven materiaal. In mei toerde de band door heel Frankrijk met optredens, inclusief steun aan Van Halen in Le Zenith in Parijs, voorafgaand aan Japanse optredens. Het optreden bevatte deze keer twee Jimi Hendrix-optredens met Purple Haze en Voodoo Chile plus nog het nummer Don't Believe A Word van Thin Lizzy. Het jaar daarop verschenen zowel Opium For The Masses als Highcentered in de Verenigde Staten. De fanambitie voor Bad Moon Rising was in Japan zo groot, dat Noord-Amerikaanse versies van Opium For The Masses terug werden geïmporteerd, zodat fervente fans beide varianten konden kopen.
Het tweede soloalbum Electrovision van Aldrich verscheen in 1997 in Japan, met Kal Swan op het nummer Sky Blue and Black. In november 1998 was de band officieel uit elkaar gegaan en in 1999 had Aldrich de nieuwe act Burning Rain gecreëerd met ex-Medicine Wheel-zanger Keith St John. In 2005 werden alle drie Bad Moon Rising-albums, plus acht bonusnummers, opnieuw verpakt door het Italiaanse label Frontiers Records onder de aankondiging The Full Moon Collection.

## Discografie
- 1991: Full Moon Fever (EP)
- 1991: Bad Moon Rising
- 1993: Blood
- 1993: Blood On The Streets (EP)
- 1995: Opium For The Masses
- 1995: Junkyard Haze (EP)
- 1999: Flames On The Moon
- 2005: Full Moon Collection